# Зуструм
Зуструм (нем. Sustrum) — община в Германии, в земле Нижняя Саксония.
Входит в состав района Эмсланд. Подчиняется управлению Латен. Население составляет 1322 человека (на 31 декабря 2010 года). Занимает площадь 35,59 км².
Коммуна подразделяется на 3 сельских округа.

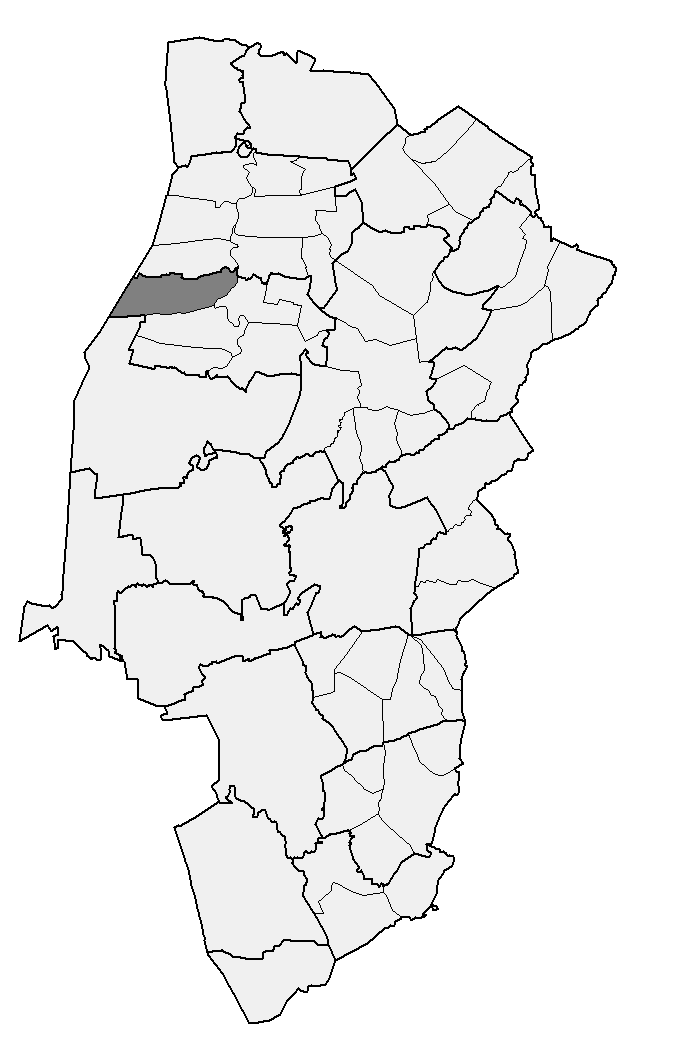
Зуструм